# غوكسو (قائمة سياسية)
قائمة غوكسو Guxo!( (بالإنجليزية: Dare!)‏) هي قائمة سياسية يمين الوسط في كوسوفو، تشكلت في يناير 2021 من قبل فيوزا عثماني التي أصبحت رئيسة كوسوفو .

## تاريخها
قدم الحزب مرشحين ضمن قائمة فيتفيندوسيي المشتركة في الانتخابات البرلمانية في كوسوفو عام 2021، وحصل على سبعة نواب ، بما في ذلك Vjosa Osmani. انضم اثنان من أعضائها إلى حكومة كورتي الثانية الناتجة عن هذه الانتخابات، مما أدى إلى انخفاض عدد نواب الحزب من سبعة إلى خمسة. بعد انتخاب عثماني رئيسًا لكوسوفو ،  تركت الحزب، وفقًا لدستور كوسوفو ، لا يحق للرئيس ممارسة أي منصب عام آخر أو تولي أي منصب في حزب سياسي ، مما أدى إلى إسقاط عدد قائمة غوكسو  إلى أربعة نواب ، بينما أصبح دونيكا جيرفالا شوارتز رئيسًا لقائمة غوكسوا.

## القادة
|  | Portrait                   | القائد                              | بداية المنصب    | نهاية المنصب | المدة في المنصب   |
|  | -------------------------- | ----------------------------------- | --------------- | ------------ | ----------------- |
|  |                            | فيوزا عثماني (born 1982)            | 5 November 2020 | 4 April 2021 | 150 أيام          |
|  | ملف:Donikagervalla.img.jpg | Donika Gërvalla-Schwarz (born 1971) | 4 April 2021    | حتى الان     | 3 سنوات و351 أيام |

## نتائج الانتخابات
| عام  | الأصوات             | ٪                   | مقاعد | حكومة |
| ---- | ------------------- | ------------------- | ----- | ----- |
| 2021 | جزء من Vetëvendosje | جزء من Vetëvendosje | 7     |       |

## الروابط الخارجية
- الموقع الرسمي